# Rizoide

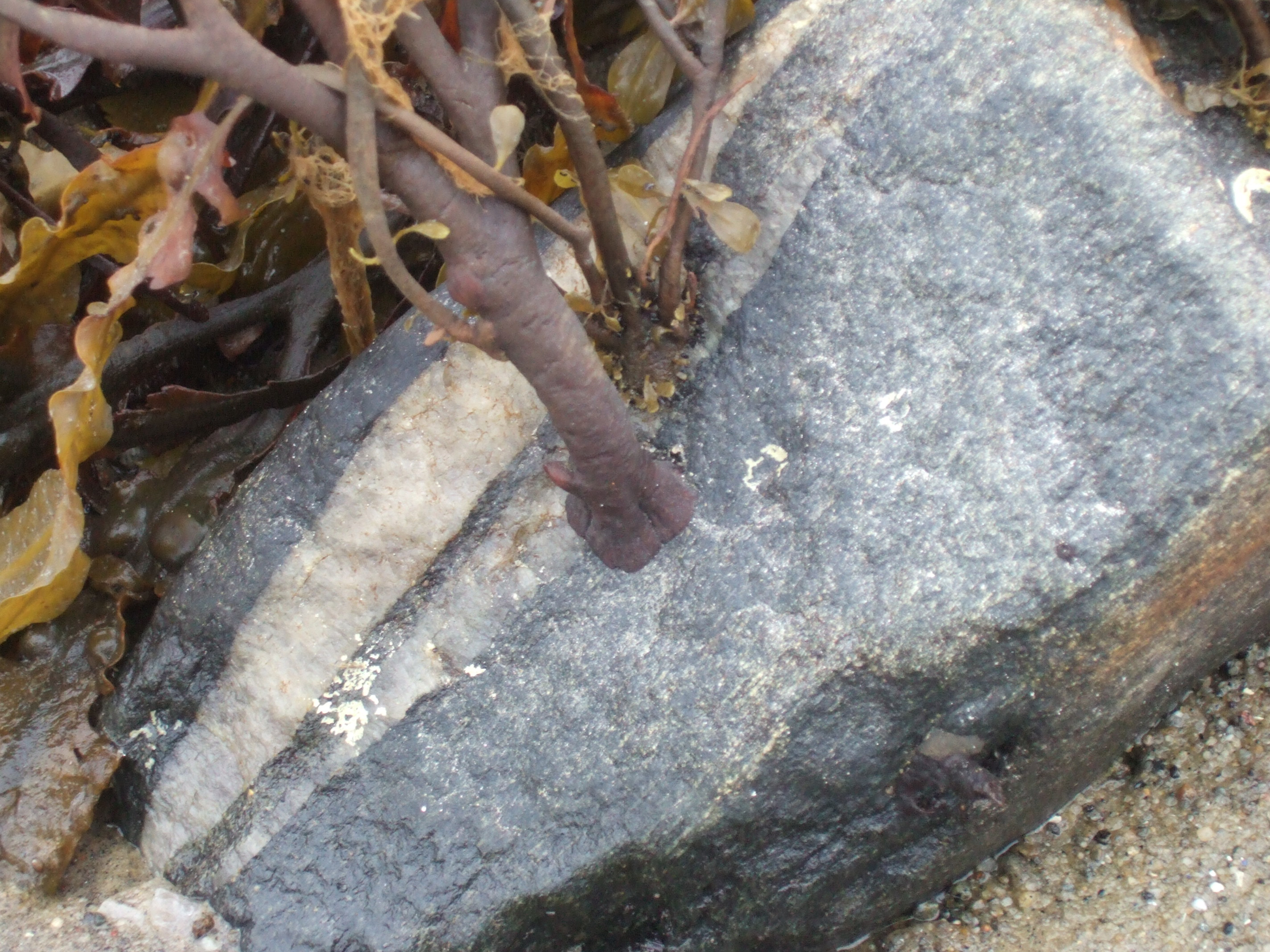
Alga fijada a una roca.

Los rizoides son una estructura equivalente a la raíz o parte inferior de las plantas que realiza la fijación al sustrato en algunos organismos acuáticos sésiles, tales como algas, crinoideos, cnidarios coloniales y esponjas.
Los rizoides varían en forma y función dependiendo de la especie y del tipo de sustrato. Los rizoides de los organismos que viven en sustratos fangosos a menudo tienen complejas ramificaciones. En cambio, los rizoides de los organismos que viven en sustratos arenosos tienen forma de bulbo y son muy flexibles, como los de las plumas de mar, lo que les permite introducir todo el cuerpo en el sustrato cuando el rizoide se contrae. Por último, los rizoides de los organismos que viven sobre superficies lisas (como la superficie de un bloque de piedra) presentan su base literalmente pegada a la superficie.
El organismo no obtiene los nutrientes a través del íntimo contacto con el sustrato, debido principalmente a que la extracción enzimática de nutrientes del sustrato lo erosionaría, aumentando el riesgo de desprendimiento del organismo. 